# Mgławica Omega
Mgławica Omega (również Messier 17 lub NGC 6618) – obszar H II w gwiazdozbiorze Strzelca znajdujący się w ramieniu Strzelca Drogi Mlecznej, tuż przy granicy Strzelca z Tarczą i Wężem, w odległości 5 do 6 tys. lat świetlnych od Ziemi.
Mgławicę tę odkrył szwajcarski astronom Jean Philippe de Chéseaux w 1745 roku. Nazwę wprowadził John Herschel, któremu kształt mgławicy przypominał dużą literę grecką omega. Można też spotkać się z nazwami Podkowa lub Lecący Łabędź.
Gaz w mgławicy jest pobudzany do świecenia przez gorącą gwiazdę jasności 11,0m i typu widmowego A05e. Mgławica ma na niebie rozmiary 46' × 37'. Mimo niewielkich rozmiarów kątowych, dzięki jasności 6,0m Omega może być dostrzeżona nawet przez lornetkę. Jednak lepiej użyć niewielkiego jasnego teleskopu. Jej masę ocenia się na około 800 mas Słońca. Omega jest źródłem fal radiowych. 

## M17 SWex
W obrębie Mgławicy Omega znajduje się obszar skatalogowany jako M17 SWex. Jest to ciemny obłok odkryty w latach 70. XX wieku. Obserwacje prowadzone z użyciem teleskopu Spitzera pozwoliły dostrzec w tym obłoku miejsce powstawania nowych gwiazd. Obecne obserwacje pozwoliły dostrzec 488 gwiazd, z których ponad 200 zapłonie na niebiesko jako gwiazdy typu widmowego B. Ponieważ jednak obecne możliwości obserwacyjne nie pozwalają na wykrycie ciemniejszych gwiazd przypuszcza się, że w M17 SWex może powstawać ponad 10 000 gwiazd.

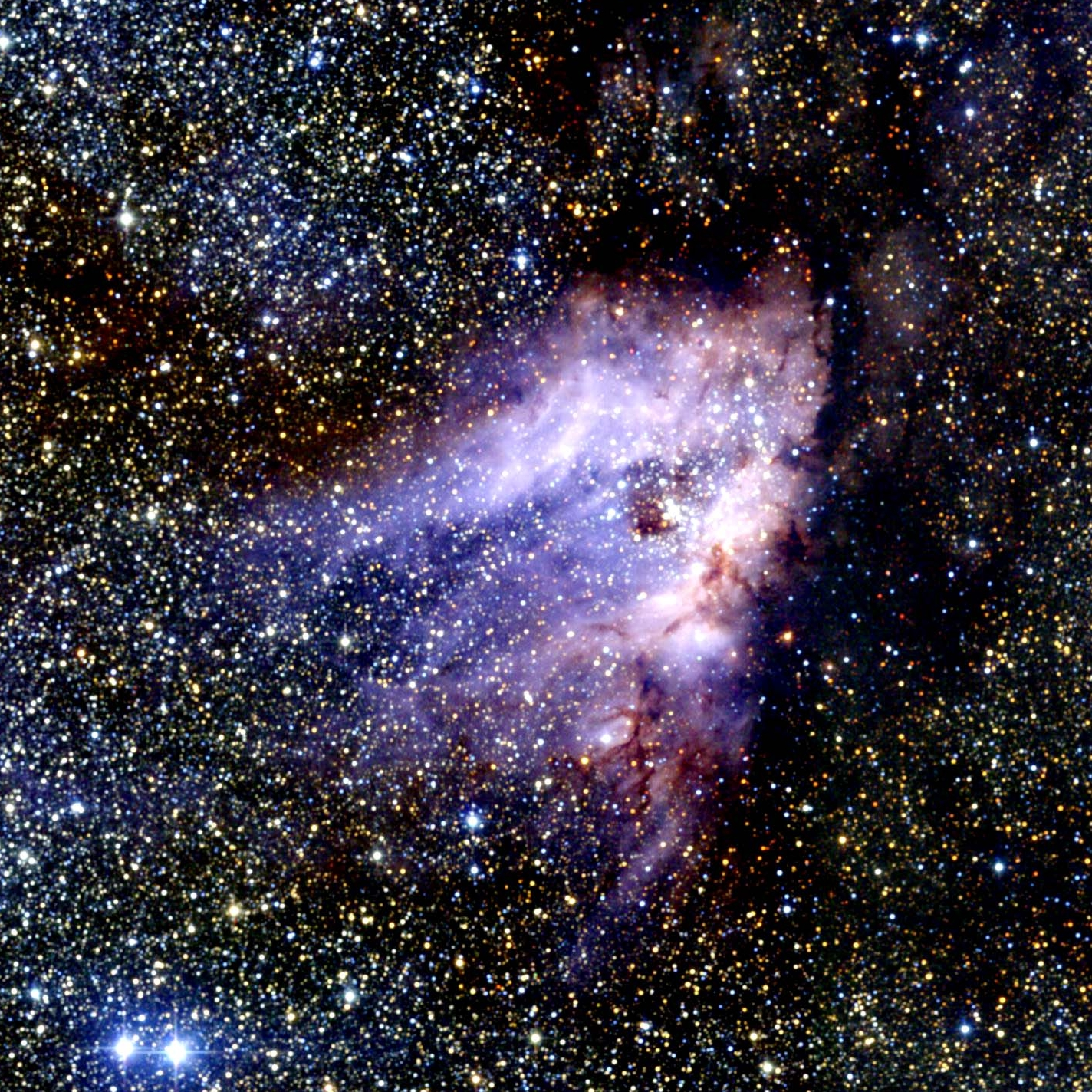
Messier 17 (2MASS)
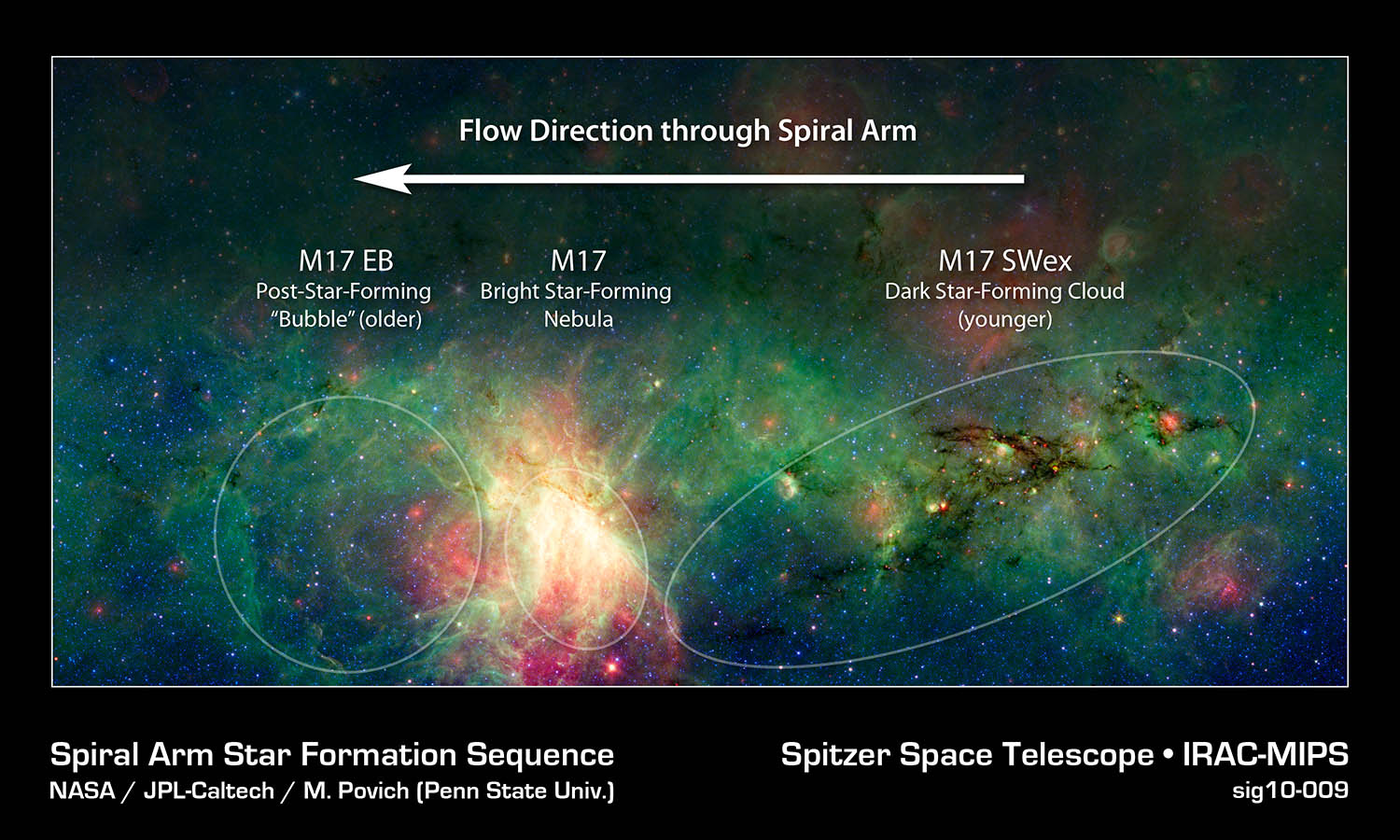
Obszary M17 EB oraz M17 SWex w M17 (Spitzer/NASA/JPL)
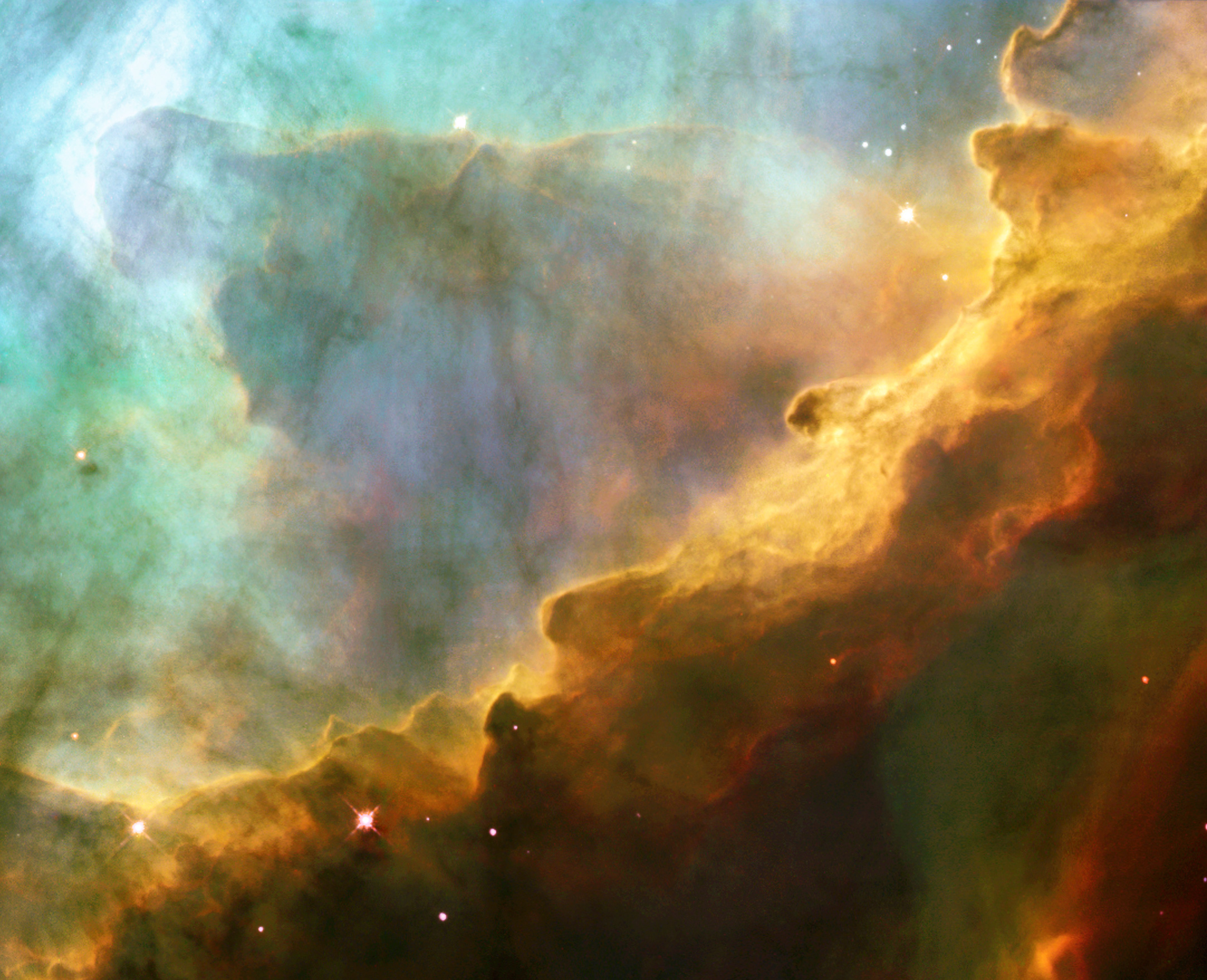
Fragment Mgławicy Omega (HST)